# Endogamie
Endogamie (altgriechisch ἔνδον éndon, deutsch ‚innen‘ und gámos ‚Hochzeit‘: „Innenheirat“) bezeichnet in der Ethnosoziologie eine Heiratsordnung, die Eheschließungen innerhalb der eigenen sozialen Gruppe, Gemeinschaft oder sozialen Kategorie bevorzugt oder vorschreibt; der Partner soll beispielsweise derselben Abstammungs- oder Volksgruppe, Glaubensgemeinschaft oder sozialen Schicht angehören. Das Gegenteil ist die Exogamie, bei der außerhalb der eigenen Gemeinschaft geheiratet wird oder werden soll, beispielsweise in Gesellschaften mit einem zweiteiligen Moiety-System. Beide Regeln gründen auf jeweiligen moralischen, religiösen oder rechtlichen Vorstellungen von der eigenen und der anderen Gruppenzugehörigkeit und welchen Gruppen heiratsfähige Personen angehören.
Wie alle Heiratsregeln kann Endogamie als Sollerwartung (präferenziell) oder als vorgeschriebene Norm (präskriptiv) wirken. Bei einem strikten Endogamiegebot werden Heiraten außerhalb der eigenen örtlichen, wirtschaftlichen, politischen, religiösen oder ethnischen Gemeinschaft nicht geduldet und unter Umständen mit dem Ausschluss aus der Gruppe bestraft. Solche Heiratsverbote müssen sich aber nicht auf Sexualkontakte von unverheirateten Mitgliedern mit Angehörigen anderer Gruppen beziehen. Eine eigene Form der Endogamie bildet die Isogamie als bevorzugte Heiratsverbindung von Partnern mit gleichem sozialen Status, also innerhalb derselben Schicht, Klasse oder Kaste.
Endogame Heiratsregeln finden sich weltweit bei vielen Einwanderergruppen, die nur untereinander heiraten, sowie bei vielen Ethnien und indigenen Völkern in Form von Kreuzcousinen- oder Parallelcousinenheiraten (siehe die Bintʿamm-Ehe). Zusammen mit endogamen Bestimmungen existieren meist gleichzeitig (untergeordnete) exogame Heiratsregeln, die sich oft auf eine gemeinsame Abstammung beziehen: Während der Ehepartner aus der gleichen sozialen Gruppierung kommen soll, darf er aber grundsätzlich nicht zur selben Untergruppe gehören, beispielsweise soll er der eigenen Religion, aber nicht dem eigenen Clan angehören.

## Gründe für Endogamie
Die Gründe für die auslösende Endogamie sind unterschiedlich: Sie kann geographisch bedingt sein, wenn eine Population beispielsweise auf einer Insel längere Zeit weitgehend isoliert lebt. Bekannte Beispiele dafür sind die Isländer,
die Bewohner einiger Inseln in Kroatien,
Bewohner der amerikanischen Insel Martha’s Vineyard, der französischen Insel Réunion,
Tristan da Cunha, der Norfolkinsel und der Kapverden.
Geographisch isolierte Populationen können auch in abgelegenen Gebieten außerhalb von Inseln vorkommen und entsprechend eine höhere Frequenz von Erbkrankheiten aufweisen. Beispiele dafür existieren unter anderem in Nordschweden und Finnland,
Saudi-Arabien, Libanon, Israel, Polen, der Schweiz, Italien,
Pakistan,
Indien,
Iran,
Tunesien,
Brasilien
sowie in den Niederlanden.
In der Vergangenheit steckte oft die Religionszugehörigkeit den möglichen Heiratsraum ab („relative Endogamie“). Ausnahmen gab es vor allem am Rande endogamer Räume. Heute noch gibt es religiöse Gründe für Endogamie bei Angehörigen von Religionen mit einer begrenzten Zahl von Anhängern, einer vernachlässigbar kleinen Zahl von Konvertiten und einem Tabu gegen Heiraten mit Menschen, die nicht derselben Religion angehören (ethnisch-religiöse Gruppen). Die auch hier als Folge der Endogamie statistisch häufiger auftretenden Erbkrankheiten wurden bisher am besten erforscht bei den Amischen, traditionell lebenden Mennoniten (wie den Altmennoniten) und Hutterern sowie bei aschkenasischen und sephardischen Juden.
Schließlich kann Endogamie auch kulturell bedingt sein, beispielsweise innerhalb einer Sprachgruppe mit relativ wenig Sprechern und geringer Vermischung mit umgebenden Sprachgruppen. Beispiele für solche kulturellen Gruppen mit endogam bedingten Erbkrankheiten sind die Basken in Frankreich und Spanien,
eine türkischstämmige Population in den Niederlanden
sowie die französisch sprechenden Kanadier in Québec.
Das auf Wachstum durch Mission angewiesene Christentum hat demgegenüber – wohl auch bedingt durch die rasche Urbanisierung und Bevölkerungsvermischung der Spätantike – beginnend mit Ambrosius von Mailand und Augustinus von Hippo das Exogamiegebot radikalisiert und das Endogamieverbot stufenweise ausgeweitet, bis es im 11. Jahrhundert bis zum 7. Grad nach römischer Zählweise ausgedehnt und damit praktisch nicht mehr umsetzbar wurde.

## Soziale Bedeutung
Endogamie verstärkt den Gruppenzusammenhalt (das Wir-Gefühl) und die Abgrenzung nach außen (siehe auch Soziale Homophilie). Endogamie sichert nicht zuletzt die gemeinsame, verwandtschaftliche Verfügungsgewalt über soziale und materielle Ressourcen (beispielsweise Landbesitz), daher tendieren Oberschichten zu ihr. Sie findet sich als soziale Endogamie, zumeist als Übergangserscheinung, besonders auch bei Einwanderergruppen. Endogamie schützt Minderheiten davor, in Mehrheitsgesellschaften oder einem Umfeld mit anderen sozialen Praktiken und Überzeugungen aufzugehen. Während in Gesellschaften mit Kastensystemen oder vergleichbaren Traditionen das endogame Heiraten die Einordnung einer Gruppe in die gesamtgesellschaftliche Struktur erleichtert, schützt Endogamie Minderheitengruppen in anderen Gesellschaften vor Anfeindungen, indem sie durch eine Aufteilung des Heiratsmarktes die Gruppenkonkurrenz verhindert.

## Asymmetrische Endogamie
Viele soziale Gruppen und Gemeinschaften befolgen eine asymmetrische (ungleiche) Endogamie: Während für bestimmte Gruppenmitglieder endogames Heiraten innerhalb der eigenen Gruppe vorgeschrieben ist, dürfen andere Mitglieder auch exogam, außerhalb der eigenen Gemeinschaft heiraten. In solchen Fällen werden die Heiratsregeln oft nach Geschlechtern unterschieden (siehe dazu Anisogamie, Geschlechtertrennung). So haben muslimische Männer das Recht, weibliche Angehörige anderer Religionsgemeinschaften zu heiraten, während dies Musliminnen zumeist verwehrt bleibt. Laut den jüdischen Religionsgesetzen (Halacha) dürfen Jüdinnen und Juden nur eine Person heiraten, die entweder eine jüdische Mutter hat (Religionszugehörigkeit über die matrilineare Abstammung) oder die zur jüdischen Religion übergetreten ist.

## Bevorzugte und vorgeschriebene Endogamie
Von der verbreiteten Gewohnheit, dass viele Menschen dazu neigen, Mitglieder ihrer eigenen sozialen Gruppe zu heiraten (bevorzugte, präferentielle oder soziale Endogamie), unterscheiden sich die ausdrücklichen Heiratsregeln verschiedener Gruppen, die Endogamie besonders streng ausüben (vorgeschriebene, präskriptive oder strikte Endogamie).
Bei der sozialen Endogamie sind die Übergänge zwischen der Verpflichtung seitens der Gruppe, der Gewohnheit der Gruppenmitglieder und dem natürlichen Zusammentreffen innerhalb der Gruppe fließend (Mitglieder derselben sozialen Gemeinschaft treffen häufiger aufeinander und teilen gemeinsame Überzeugungen und Gewohnheiten).
Gemeinschaften, in denen strikte Endogamie praktiziert wird, fordern traditionell, moralisch, religiös oder rechtlich von ihren Angehörigen die Heirat nur innerhalb der eigenen Gruppierung, Schicht oder Religion. Das Kastensystem in Indien ist ein übergreifendes Ordnungssystem (weitgehend) endogamer Gemeinschaften, die nur in derselben Gruppe heiraten dürfen/sollen.
Extreme Formen der Endogamie schreiben sogar eine Heirat zwischen nahen Verwandten vor (beispielsweise mit der Bint ʿamm, der Tochter des Vaterbruders). Wie in allen kleinen endogamen Gruppen können hier Probleme durch Inzest entstehen (siehe dazu Erbkrankheiten in endogamen Populationen), andererseits kann eine solche strikte Endogamie zur Sicherung oder Herausbildung eigener genetischer oder phänotypischer Besonderheiten beitragen. In der neueren Anthropologie wird die Ansicht vertreten, dass zahlreiche genetische/phänotypische Unterschiede zwischen (kleinen) Ethnien nicht vorrangig auf Umweltwirkung zurückgehen, sondern ursprünglich auf besondere Bevorzugungen bei der Partnerwahl in kleinen, in sich abgeschlossenen Gruppen.
Beispiele strikt endogamer Gruppen
Beispiele für strikt endogame Gruppierungen sind die Jesiden aus dem ursprünglichen Siedlungsgebiet Nordirak (unter islamischer Dominanz), manche jüdische Gemeinschaften, die Parsen in Indien/Mumbai (unter hinduistischer Dominanz) sowie viele Jatis des indischen Kastensystems. Der europäische Adel der Vergangenheit kann ebenfalls als strikt endogame Gruppe gesehen werden, weil die standesgemäße Heirat für Adelsangehörige oder für einzelne Adelsränge weitgehend vorgeschrieben war (siehe auch Isogamie: Heirat in derselben sozialen Schicht).

## Kategorische und strukturelle Endogamie
Die netzwerkanalytische Forschung unterscheidet zwischen kategorischer und struktureller Endogamie:
- Kategorische Endogamie besteht, wenn die für die Fortpflanzung relevanten Paarfindungen unter Menschen erfolgen, die sich durch ihre Eigenschaften wie Nationalität, ethnische Zugehörigkeit, soziale Schicht oder Klasse, regionale Zugehörigkeit oder Religion bestimmen lassen.
- Strukturelle Endogamie besteht, wenn ein  genealogisches Netzwerk (also das Geflecht der Abstammungsbezüge) eine maximale Untergruppe von Familien beinhaltet, deren Paare alle durch mehr als eine vollständig abgegrenzte Linie von Verwandtschaft oder Abstammung verbunden sind.

Beispiele für strukturelle Endogamie sind das Nomadenvolk der Yörüken in der Südosttürkei sowie die im arabischen und darüber hinaus im islamischen Kulturraum verbreitete Heirat mit der Bint ʿamm (Tochter des Vaterbruders, eine Parallelcousine).